# 크로아티아의 경제
크로아티아의 경제는 발전하는 고소득 서비스 기반 경제로 제3 부문이 국내총생산(GDP)의 60%를 차지한다. 유고슬라비아가 해체된 후, 크로아티아는 1990년대에 시장 기반 경제로의 전환 과정을 거쳤다. 크로아티아의 경제는 크로아티아 독립 전쟁 동안 심하게 어려움을 겪었다. 전쟁이 끝난 후, 경제는 호전되기 시작했다. 2007-2008년 세계 금융 위기 이전에 크로아티아 경제는 매년 4~5%의 성장률을 보였고, 수입은 두 배로 증가했으며, 경제적, 사회적 기회는 극적으로 개선되었다.
크로아티아 경제는 동남유럽에서 가장 강력한 경제 중 하나이다. 크로아티아는 2000년 세계무역기구, 2009년 NATO에 가입했으며 2013년 7월 1일 유럽 연합에 가입했다. 크로아티아 경제는 경제 개혁의 느린 진행과 함께 6년간의 불황과 12.5%의 누적 GDP 감소를 초래한 재정 위기로 인해 심각한 영향을 받았다. 크로아티아는 2014년 4/4분기에 공식적으로 경기 침체에서 벗어났고 그 이후 지속적인 GDP 성장세를 보였다. 크로아티아 경제는 2019년에 위기 이전 수준에 도달했지만 코로나19 범유행으로 인해 첫 번째 추정치는 2020년 2분기에 분기 GDP가 2019년 같은 분기에 비해 실질적으로는 15.1% 감소했음을 보여준다. 이는 분기별 GDP가 추정되기 시작한 1995년 이후 실질적으로는 가장 큰 감소폭이다.
회복은 1분기 마지막 달과 2021년 2분기부터 시작될 예정이다. GDP 성장 예상치는 1.4%, 3.0%이다.
연간 천만 유로 이상의 수출이 이루어지고 있는 산업 부문은 조선업이 지배하고 있다. 조선업은 수출품의 10% 이상을 차지한다. 식품 가공과 화학 산업 또한 산업 생산과 수출의 상당한 부분을 차지한다. 산업 부문은 크로아티아 전체 경제 생산의 27%를 차지하며 농업은 6%를 차지한다. 산업 부문은 크로아티아 GDP의 25%를 차지하며, 농업, 임업, 어업은 크로아티아 GDP의 나머지 5%를 차지한다.
관광업은 전통적으로, 특히 여름철에 주목할 만한 수입원이다. 최근 몇 년 동안, 스키와 같은 겨울 스포츠의 인기의 증가 때문에 겨울 동안의 관광은 성장을 해왔다. 연간 1,400만 명 이상의 관광객이 방문하는 관광 산업은 8,000,000,000 유로를 넘는 수익을 창출한다. 크로아티아는 세계에서 가장 인기 있는 관광지 20위 안에 들었고, 2005년 론리 플래닛에 의해 세계 최고의 관광지로 뽑혔다.
무역은 크로아티아의 경제 생산에서 중요한 역할을 한다. 2007년 크로아티아의 수출액은 128억 4천만 달러(서비스 수출 포함 247억 달러)였다. 힐리컨설턴트에 따르면 크로아티아 무역은 무역가중 평균관세인 1.2%에 의해 힘을 받고 있다. 크로아티아의 통화는 쿠나로, 1994년에 도입되었고 그 이후로 안정세를 유지하고 있다.

## 코로나19 범유행 영향
코로나19 범유행으로 인해 40만 명 이상의 근로자가 월 4000.00 HRK의 경제적 지원을 신청했다. 2020년 1분기 크로아티아 국내총생산(GDP)은 0.2% 증가했지만 2분기 크로아티아 정부는 국내총생산(GDP) 측정 이후 분기별 -15.1%의 최대 급감률을 발표했다. 2020년 3분기에 GDP가 -10.0% 추가로 하락했을 때 경제 활동도 급감했다.
유럽 집행위원회는 2020년 총 GDP 손실을 -9.6%로 추산하고 있다. 성장률은 2021년 1분기 마지막 달과 2021년 2분기에 각각 +1.4%, +3.0% 상승할 예정이다.
크로아티아는 2022년까지 2019년 수준에 도달할 예정이다.

## 부문

### 관광업
관광업은 여름에 주목할 만한 수입원이며 크로아티아의 주요 산업이다. 크로아티아 서비스 부문을 지배하고 있으며 크로아티아 GDP의 20%를 차지한다. 2011년 연간 관광 산업 수입은 66억 1천만 유로로 추산된다. 그것의 긍정적인 효과는 소매업, 가공업 주문, 여름 계절 고용에서 관찰되는 사업량 증가 측면에서 크로아티아 경제 전반에 걸쳐 감지된다. 그 산업은 대외 무역 불균형을 현저히 감소시키기 때문에 수출 사업으로 여겨진다. 크로아티아 독립 전쟁이 끝난 이후 관광업은 급속히 성장해 관광객 수가 매년 1000만 명 이상씩 4배 이상 증가했다. 가장 많은 관광객은 크로아티아뿐만 아니라 독일, 슬로베니아, 오스트리아, 체코에서 온 관광객들이다. 크로아티아에서 관광객이 머무는 기간은 평균 4.9일이다.
관광업의 대부분은 아드리아해 연안에 집중되어 있다. 오파티야는 19세기 중반 이후 최초의 휴양지였다. 1890년대까지, 그곳은 유럽의 가장 중요한 건강 휴양지 중 하나가 되었다. 후에 많은 수의 리조트들이 해안과 수많은 섬들을 따라 생겨났고, 대중 관광에서부터 음식 공급과 다양한 틈새 시장까지 서비스를 제공하는데, 가장 중요한 것은 항해 관광이다. 16,000개 이상의 정박지를 가진 수많은 마리나, 중세 해안 도시들의 매력에 의존하는 문화 관광, 여름 동안 일어나는 궁극적인 사건들 내륙 지역은 산악 휴양지, 농경지, 스파를 제공한다. 자그레브는 또한 주요 해안 도시들과 휴양지들과 맞닿아 있는 중요한 관광지이다.
크로아티아는 수많은 자연보호구역과 116개의 블루 플래그 해변을 통해 오염되지 않은 해양지대를 가지고 있다. 크로아티아는 세계에서 18번째로 인기 있는 관광지로 꼽혔다. 이 방문객들 중 약 15%(연간 백만 명 이상)가 크로아티아가 세계적으로 유명한 산업인 자연주의에 관련되어 있다. 그것은 또한 상업적인 자연주의 휴양지를 개발한 최초의 유럽 국가였다.

### 농업
크로아티아 농업 부문은 주로 일본과 대한민국으로부터 엄청난 수요의 급증을 경험했던 푸른물고기 수출로 먹고 산다. 크로아티아는 주목할 만한 유기농 식품 생산국이며 그것의 대부분은 유럽 연합으로 수출된다. 크로아티아 와인, 올리브 오일, 라벤더 등이 특히 인기가 있다.

## 에너지

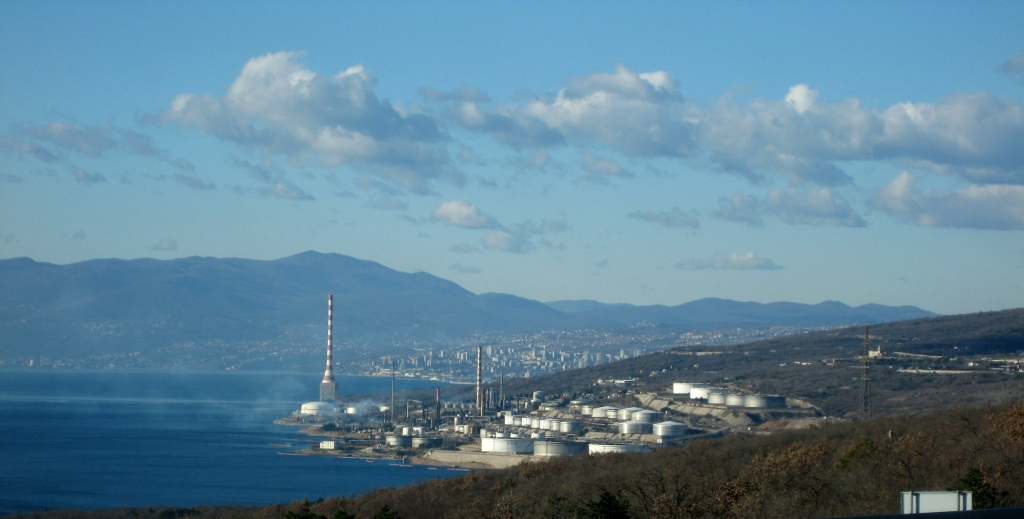
리예카 인근의 정유소

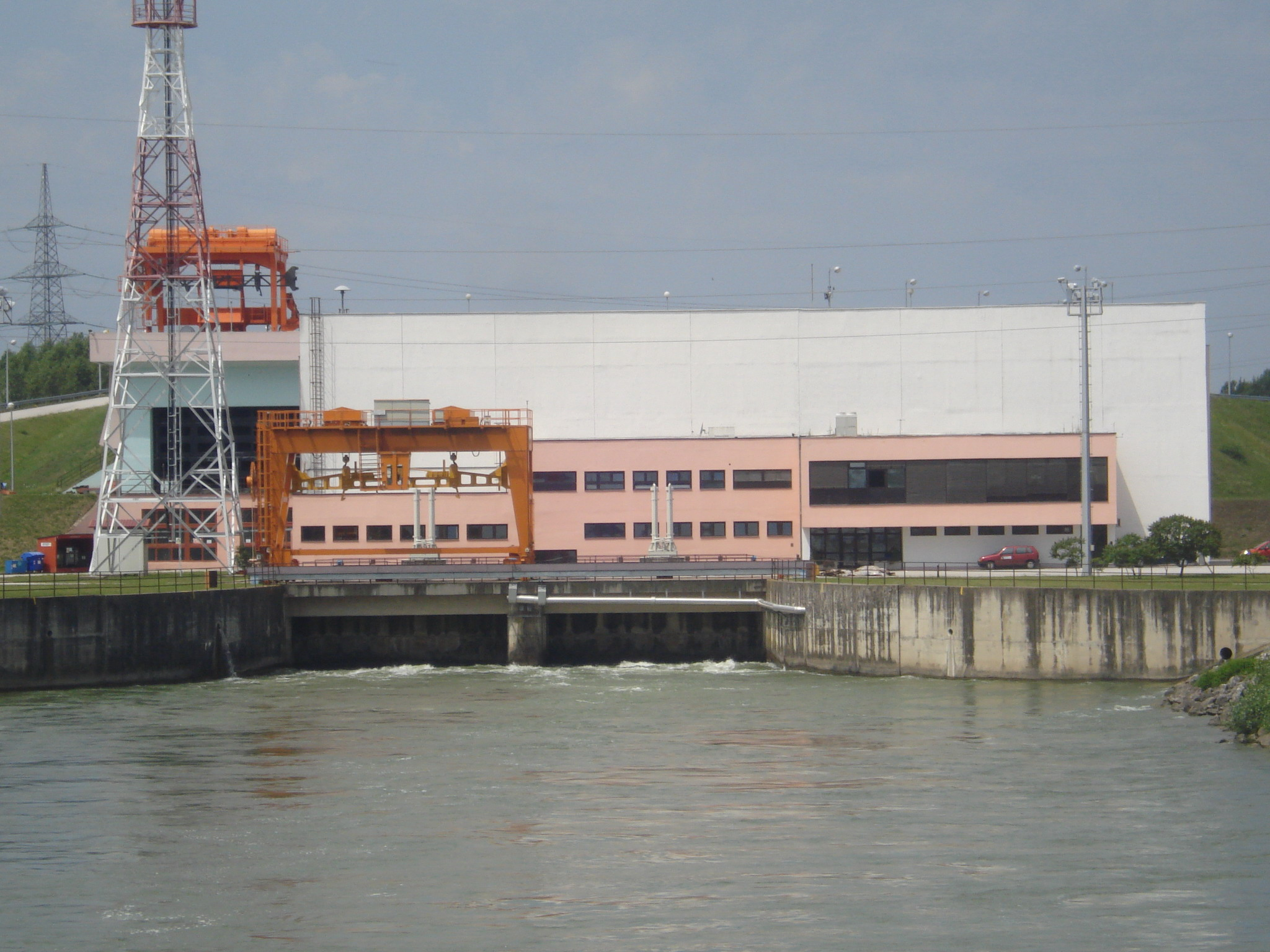
메지무레주에 있는 수력발전소

크로아티아에는 610km(380마일)의 원유 파이프라인이 있으며, 리예카 항과 리예카 및 시사크의 정유소를 연결하고 있으며, 몇몇 전환 터미널도 있다. 그 시스템은 연간 2천만톤의 용량을 가지고 있다. 천연 가스 운송 시스템은 2,113km(1,313마일)의 트렁크 및 지역 천연 가스 파이프라인과 300개 이상의 관련 구조물, 생산 리그, 오콜리 천연 가스 저장 시설, 27명의 최종 사용자 및 37개의 유통 시스템으로 구성되었다.
크로아티아는 전국 천연가스 수요의 85%, 석유 수요의 19%를 에너지원으로 생산한다. 2008년 크로아티아 1차 에너지 생산 구조의 47.6%는 천연 가스(47.7%), 원유(18.0%), 연료 목재(8.4%), 수력(25.4%), 기타 재생 에너지원(0.5%)의 사용을 구성했다. 2009년 크로아티아에서 총 전력 생산량은 12,725 GWh에 달했고 크로아티아는 전체 전력 에너지 수요의 28.5%를 수입했다. 크로아티아 수입품의 대부분은 슬로베니아의 크르슈코 원자력 발전소에서 공급되며, 50%는 흐르바츠카 엘렉트수용브레다가 소유하고 있으며, 크로아티아 전력의 15%를 공급하고 있다.